# Margarete Adler
Margarete Adler (13 febbraio 1896 – 10 aprile 1990) è stata una nuotatrice austriaca.

## Palmarès

### Olimpiadi
- Bronzo a Stoccolma 1912 nella staffetta 4x100 metri stile libero.